# Ґрохи-Поґожеле
Ґрохи-Поґожеле (пол. Grochy-Pogorzele) — село в Польщі, у гміні Замбрув Замбровського повіту Підляського воєводства.
Населення — 97 осіб (2011).
У 1975-1998 роках село належало до Ломжинського воєводства.

## Демографія
Демографічна структура станом на 31 березня 2011 року:
|          | Загалом | Допрацездатний вік | Працездатний вік | Постпрацездатний вік |
| -------- | ------- | ------------------ | ---------------- | -------------------- |
| Чоловіки | 47      | 14                 | 30               | 3                    |
| Жінки    | 50      | 12                 | 27               | 11                   |
| Разом    | 97      | 26                 | 57               | 14                   |